# 科尔迪茨
科尔迪茨（德語：Colditz，發音：[ˈkɔldɪts] ⓘ）是德国萨克森州莱比锡县的城市，面积84.09平方千米，2023年12月31日人口为8,447人。